# Ken Giles
Kenneth Robert Giles (Albuquerque, 20 settembre 1990) è un giocatore di baseball statunitense, lanciatore di rilievo per i Seattle Mariners della Major League Baseball (MLB).

## Carriera
Giles fu scelto dai Philadelphia Phillies nel settimo giro del draft 2011. Debuttò nella MLB il 12 giugno 2014 al Citizens Bank Park di Philadelphia, contro i San Diego Padres. Risultò una delle poche note positive della stagione della squadra, piazzandosi quarto nel premio di rookie dell'anno della National League. Il 1º settembre Giles fu parte di un no-hitter combinato contro gli Atlanta Braves: Cole Hamels, Giles, Jake Diekman e Jonathan Papelbon non concessero alcuna valida nei nove inning della gara.. Nel corso del 2015 assunse stabilmente il ruolo di closer dei Phillies.
Il 12 dicembre 2015, i Phillies scambiarono Giles e Jonathan Arauz con gli Houston Astros per Mark Appel, Vince Velasquez, Brett Oberholtzer, Tom Eshelman e Harold Arauz. Nella prima stagione in Texas ebbe un record di 2-5, con una media PGL di 4.11 e 15 salvezze. Nel 2017 disputò 63 gare, con una media PGL di 2.30 ERA e 34 salvezze. Gli Astros conquistarono la propria division con un record di 101-61, battendo nelle World Series 2017 i Los Angeles Dodgers per quattro gare a tre, conquistando il primo titolo in 56 anni di storia.
L'11 luglio 2018 Giles fu retrocesso dalla squadra in Triple-A. Il 30 luglio gli Astros scambiarono Giles, Héctor Pérez e David Paulino con i Toronto Blue Jays in cambio di Roberto Osuna.
Durante la stagione 2020, Giles apparve in sole 4 partite, lanciando per 3.2 inning. Il 30 settembre 2020, Giles si sottopose alla Tommy John surgery. Divenne free agent il 28 ottobre, a stagione ultimata.
Il 19 febbraio 2021, Giles firmò un contratto biennale dal valore complessivo di 7 milioni di dollari con i Seattle Mariners. Saltò tuttavia l'intera stagione, per recuperare dall'operazione subìta al termine della precedente stagione.

## Palmarès
- World Series: 1

Houston Astros: 2017